# Sauber C17
A Sauber C17 egy Formula–1-es versenyautó, amelyet a Sauber csapat tervezett és versenyeztetett az 1998-as Formula–1 világbajnokságban. Pilótái Jean Alesi és Johnny Herbert voltak.

## Áttekintés
Ez volt a sportág történetében az utolsó autó, amely kerek kormánykereket használt, ezután a Sauber is áttért a más csapatok által is használt szögletes alakúra. Az első néhány versenyen a kasztni oldalára felszerelt X-szárnyakat használtak más csapatokhoz hasonlóan, de Imola után ezeket betiltották. Az autókat a Ferrari előző évi motorjainak továbbfejlesztett verziói hajtották, ugyanis a tervezett saját fejlesztésű erőforrás a gazdasági helyzet miatt meghiúsult.
Az előző idény ígéretes teljesítménye után a Sauber csapata a középmezőny erős tagjaként várta az új idényt, a remélt áttörés azonban elmaradt. Az autó gyors volt és megbízható, de annyira nem, hogy rendszeres pontszerző legyen. Több alkalommal is előfordult, hogy valamelyik pilótájuk épphogy csak lemaradt a pontszerzésről. Az idény csúcspontja a belga nagydíj volt, ahol Alesi a dobogóra állhatott. Vele szemben Herbert mindössze a szezonnyitó ausztrál nagydíjon szerzett egyetlen pontot, ezután sorozatos balszerencsék miatt elvesztette a motivációját, és a szezon végén távozott is a Saubertől.
Habár mindössze 10 pontot szereztek, ami addig a legkevesebb pontjuk volt egy idényben, ez mégis elegendő volt a konstruktőri hatodik helyre.

## Eredmények
| Év   | Csapat                   | Motor                     | Gumik | Pilóták        | 1   | 2   | 3   | 4   | 5   | 6   | 7   | 8   | 9   | 10  | 11  | 12  | 13  | 14  | 15  | 16  | Pontok | Helyezés |
| ---- | ------------------------ | ------------------------- | ----- | -------------- | --- | --- | --- | --- | --- | --- | --- | --- | --- | --- | --- | --- | --- | --- | --- | --- | ------ | -------- |
| 1998 | Red Bull Sauber Petronas | Petronas (Ferrari) SPE01D | G     |                | AUS | BRA | ARG | SMR | ESP | MON | CAN | FRA | GBR | AUT | GER | HUN | BEL | ITA | LUX | JPN | 10     | 6.       |
| 1998 | Red Bull Sauber Petronas | Petronas (Ferrari) SPE01D | G     | Jean Alesi     | KI  | 9   | 5   | 6   | 10  | 12  | KI  | 7   | KI  | KI  | 10  | 7   | 3   | 5   | 10  | 7   | 10     | 6.       |
| 1998 | Red Bull Sauber Petronas | Petronas (Ferrari) SPE01D | G     | Johnny Herbert | 6   | 11  | KI  | KI  | 7   | 7   | KI  | 8   | KI  | 8   | KI  | 10  | KI  | KI  | KI  | 10  | 10     | 6.       |

† - nem fejezte be a futamot, de rangsorolták, mert teljesítette a versenytáv 90 százalékát